# Mehikoorma
Mehikoorma (Duits: Mehhikorm) is een plaats in de Estlandse gemeente Räpina, provincie Põlvamaa. De plaats heeft de status van groter dorp of vlek (Estisch: alevik) en telt 211 inwoners (2021).
Mehikoorma behoorde tot oktober 2017 tot de gemeente Meeksi. In die maand werd Meeksi (op twee dorpen na) bij de gemeente Räpina gevoegd.

## Ligging
Mehikoorma ligt aan het Lämmimeer, de verbinding tussen het Peipusmeer en het Meer van Pskov. De plaats heeft een vuurtoren met een hoogte van 15 m en een diameter van 3 m. De vuurtoren, de hoogste in de regio van het Peipusmeer, is gebouwd in 1938.

## Geschiedenis
Mehikoorma werd in 1582 voor het eerst genoemd onder de naam Mehikorm. De plaats waar het dorp werd gebouwd ligt dicht bij de plaats waar in 1242 de Slag op het IJs is uitgevochten.
De kerk van het dorp, gebouwd in 1896, ging in 1944, tijdens de Tweede Wereldoorlog, verloren.

## Foto's

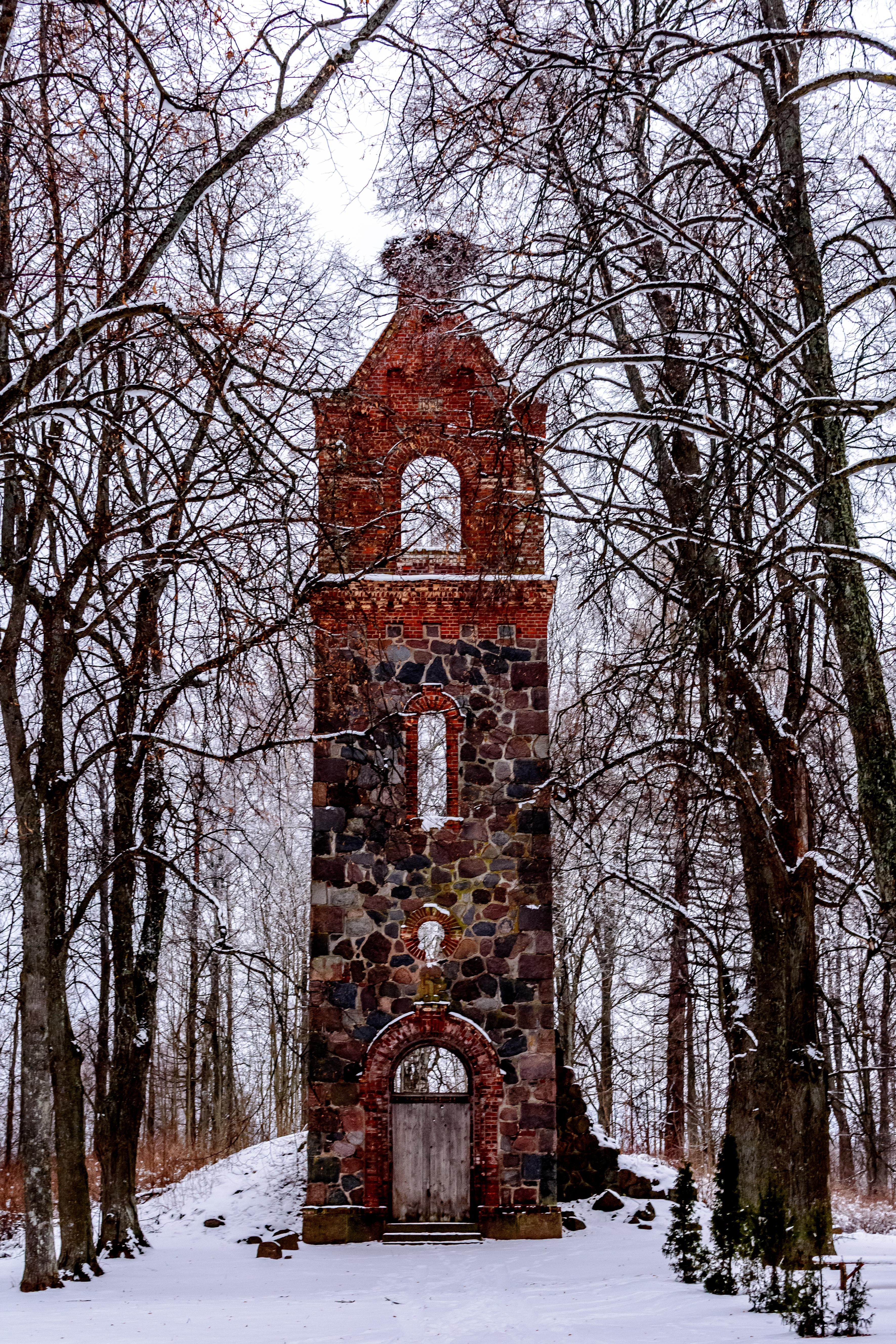
Restant van de kerk
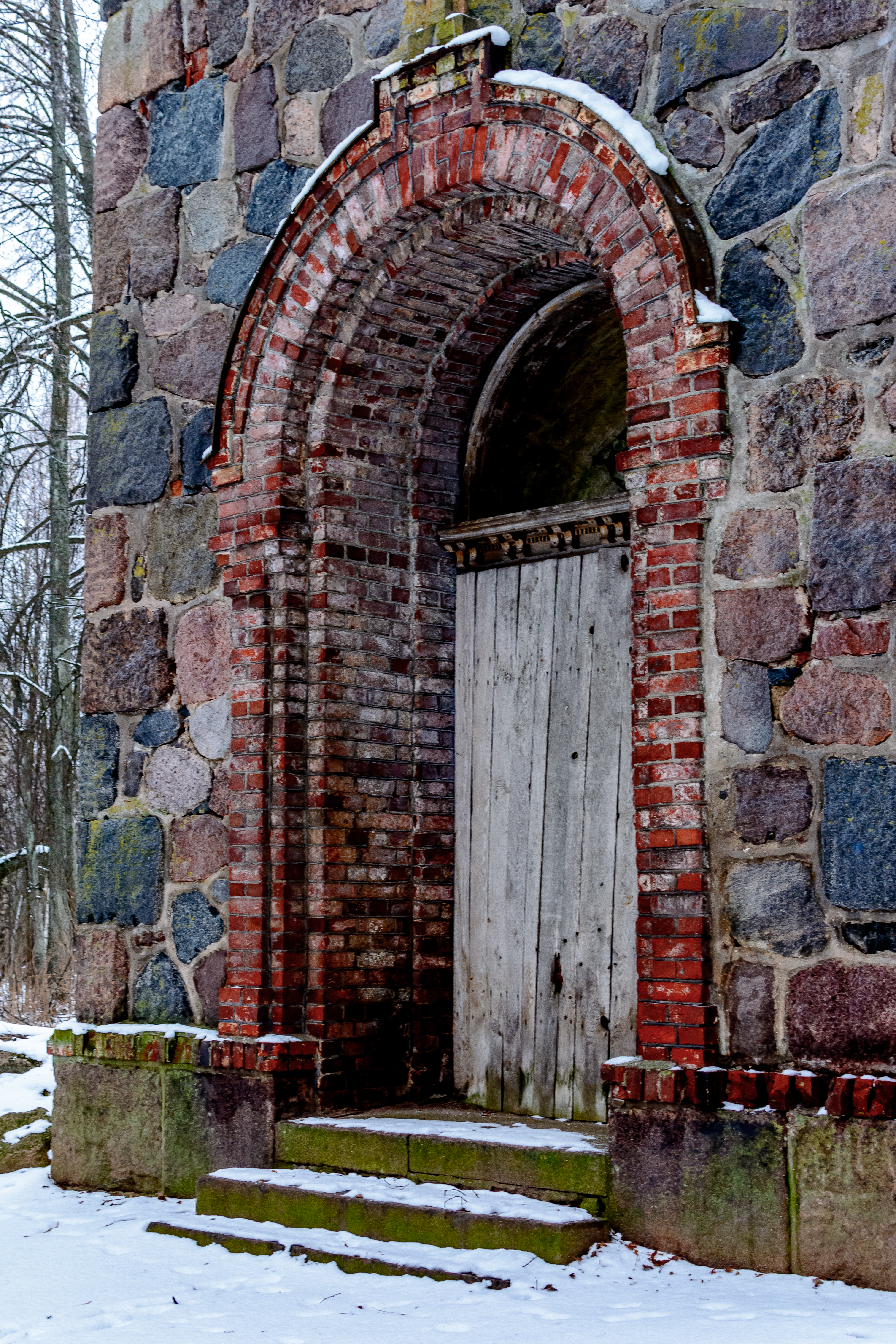
De vroegere ingang van de kerk
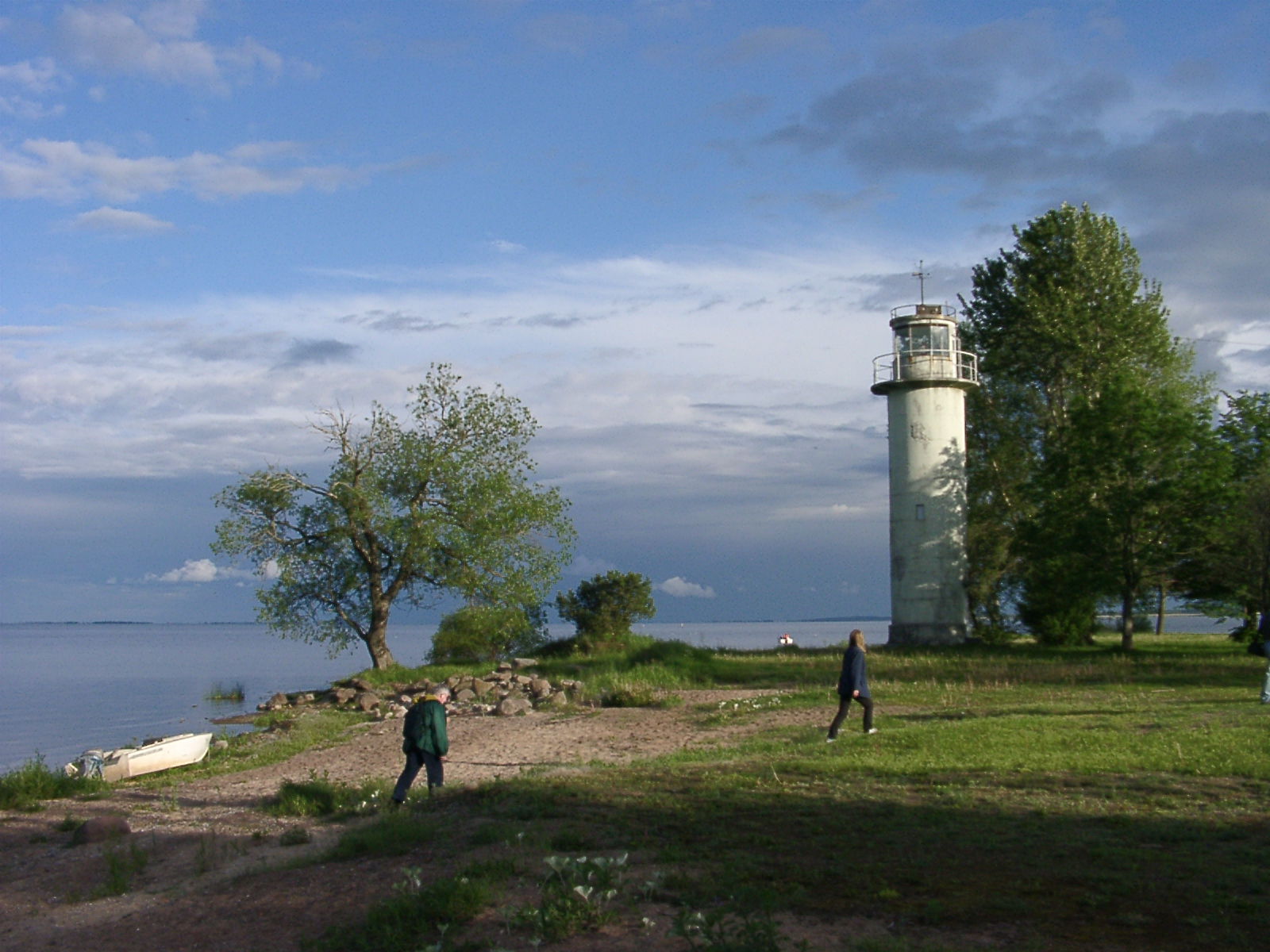
De vuurtoren van Mehikoorma